# 貝洛斯拉夫
貝洛斯拉夫是保加利亞的城鎮，位於該國東部，距離首府瓦爾納19公里，由瓦爾納州負責管轄，海拔高度74米，是該國的交通和工業中心，2009年人口7,937。